# Hortfund von Füllinsdorf
 Der Hortfund von Füllinsdorf mit insgesamt 355 Silbermünzen ist der größte keltische Edelmetallmünzfund der Schweiz. Er wird im Kantonsmuseum des Kantons Basel-Landschaft in Liestal aufbewahrt und weiter untersucht. Die Münzen von Füllinsdorf lagen auf einer Fläche von rund 50 m² verstreut, müssen ursprünglich aber gemeinsam als Hort abgelegt worden sein.

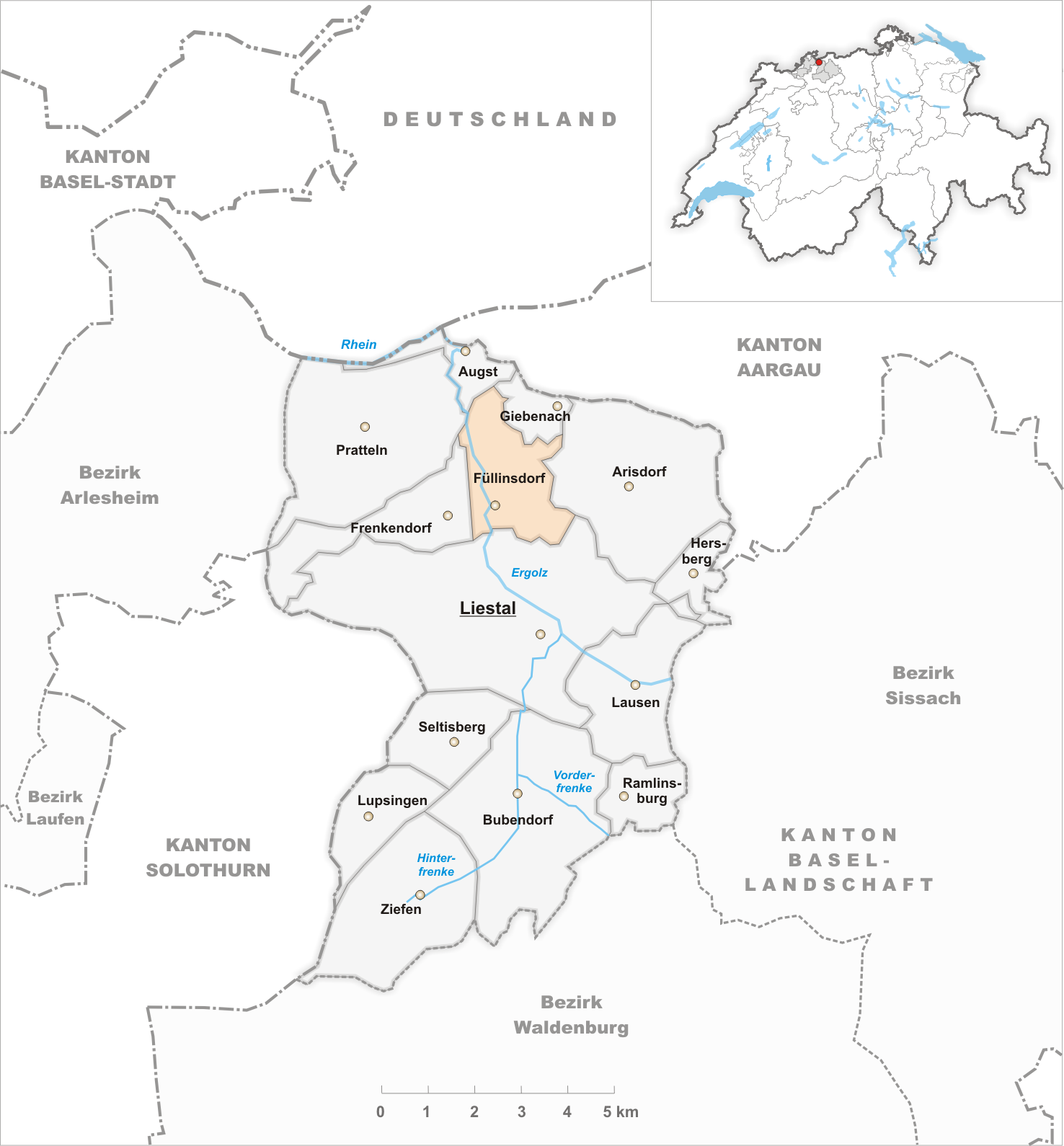
Lage von Füllinsdorf

Mit wenigen Ausnahmen besteht der 2012 erfolgte Münzfund aus Varianten der so genannten Kaletedou-Quinare. Kaletedou-Quinare stammen ursprünglich aus Ostfrankreich, sind aber in der Schweiz auch zahlreich gefunden worden. Diese keltischen Silbermünzen ahmen auf der Vorderseite einen römischen Quinar nach, auch wenn sie vom Gewicht her nur halb so viel wert sind. Das Pferd auf der Rückseite besitzt kein direktes römisches Vorbild. Bei frühen Varianten dieses Münztyps ist das Wort „Kaletedou“, ein keltischer Personenname in griechischen Buchstaben (KAΛETEΔOY) zu lesen. Nach ersten Erkenntnissen wurde der Münzschatz um 80/70 v. Chr. vergraben. Interessant sind die wenigen Münzen anderen Typs: Es sind Drachmen der Allobroger aus dem Rhonetal sowie Viertelquinare des Typs Manching aus dem heutigen Oberbayern. Verbunden mit der Tatsache eines zweiten Fundes in Manching von praktisch identischer Zusammensetzung zeigt das, wie weiträumig die Beziehungen der keltischen Stämme waren. Immerhin stammt der Fund noch aus der Zeit vor der römischen Besetzung (58 v. Chr. Schlacht bei Bibracte, Bau von Augusta Raurica nicht vor 20 v. Chr.).
Das Münzwesen etablierte sich am Oberrhein im 2. Jahrhundert v. Chr. Forschungen zeigen, dass sich die Geldwirtschaft auf Beziehungen zwischen den Stadtsiedlungen beschränkte. Was man mit den Gold-, Silber- und Bronzemünzen bezahlte ist unklar. In keltischer Zeit war es durchaus üblich, große Schätze zu vergraben. Dies wird auch in Füllinsdorf der Fall gewesen sein. Am Fundort wurden keine Siedlungsspuren entdeckt, archäologische Funde sprechen aber dafür, dass der Platz über längere Zeit genutzt wurde und man den Hort dort nicht zufällig vergraben hat. Andere Funde aus späterer Zeit wie römische Goldmünzen, der Sockel einer kleinen Bronzestatue und römische Schuhnägel sprechen dafür, dass es sich hier um einen viel begangenen heiligen Bezirk gehandelt hat. Die Deponierung fällt auch in eine Zeit, in der sich in der Region ein tiefgreifender Wandel vollzog. Viele alte Siedlungen wurden aufgegeben und neue befestigte gegründet. Der zuvor blühende Handel ließ nach.